# Junkerdals nationalpark
Junkerdals nationalpark (norska: Junkerdal nasjonalpark) är en nationalpark som ligger i ett fjällområde runt Skaitielva, nordöst om Junkerdalen i Saltdals och Fauske kommuner i Nordland fylke i norra Norge. Parken, som inrättades 2004, gränsar mot Sverige och täcker en yta på 682 km².
På andra sidan Saltdalen, i Saltfjellet mot väster, ligger Saltfjellet-Svartisens nationalpark.

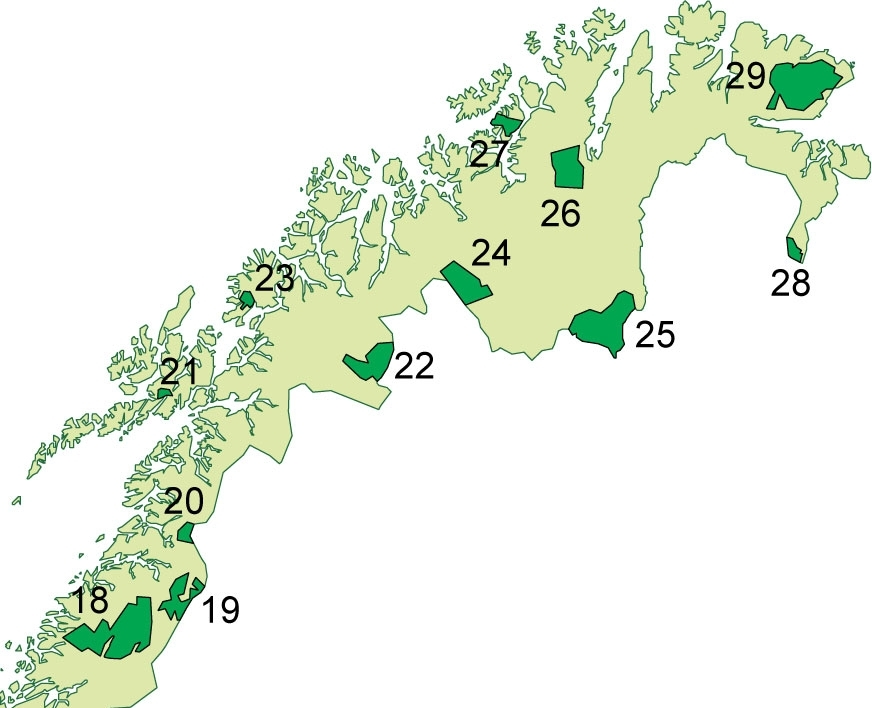
Karta över nationalparker i Nordnorge. Junkerdals nationalpark har nummer 19.

## Geografi, landskap och geologi
Fjällområdena norr om Junkerdalen är bland de största orörda vildmarksområdena i Norge, med angränsande vildområden långt in på svensk sida om gränsen. Det finns många spår av samiska bosättningar och naturbruk.
Landskapet har en väldigt rik flora med många ovanliga växter. Hela området har varit mycket viktigt för etableringen och utbredningen av växter och djur efter den sista istiden i Nordnorge.
Nationalparken ligger mellan Sulitjelma i norr och Junkerdal i söder. Det varierade landskapet formades av istiden och är geologiskt viktigt. I norr finns det vidder med många vattendrag, störst är Balvatnet. Fjällen i väst har många små, avsides floder och åar som rinner västerut ned i Saltdalen. I söder är det typiskt inlandslandskap. Det finns breda u-dalar och massiva fjällpartier. Mitt i parken är de centrala fjällområdena flata och öppna runt Balvatnet, som ligger mitt i parken. Solvågtind är ett markant fjäll.
Junkerdal nationalpark ligger i regnskuggan öster om Svartisen och har ganska varmt och torrt sommarklimat. Klimatet och den goda berggrunden ger grogrund för många växtarter. Växtlivet i de östra delarna fredades redan 1928 och fredningen utvidgades 1935.

## Flora och fauna

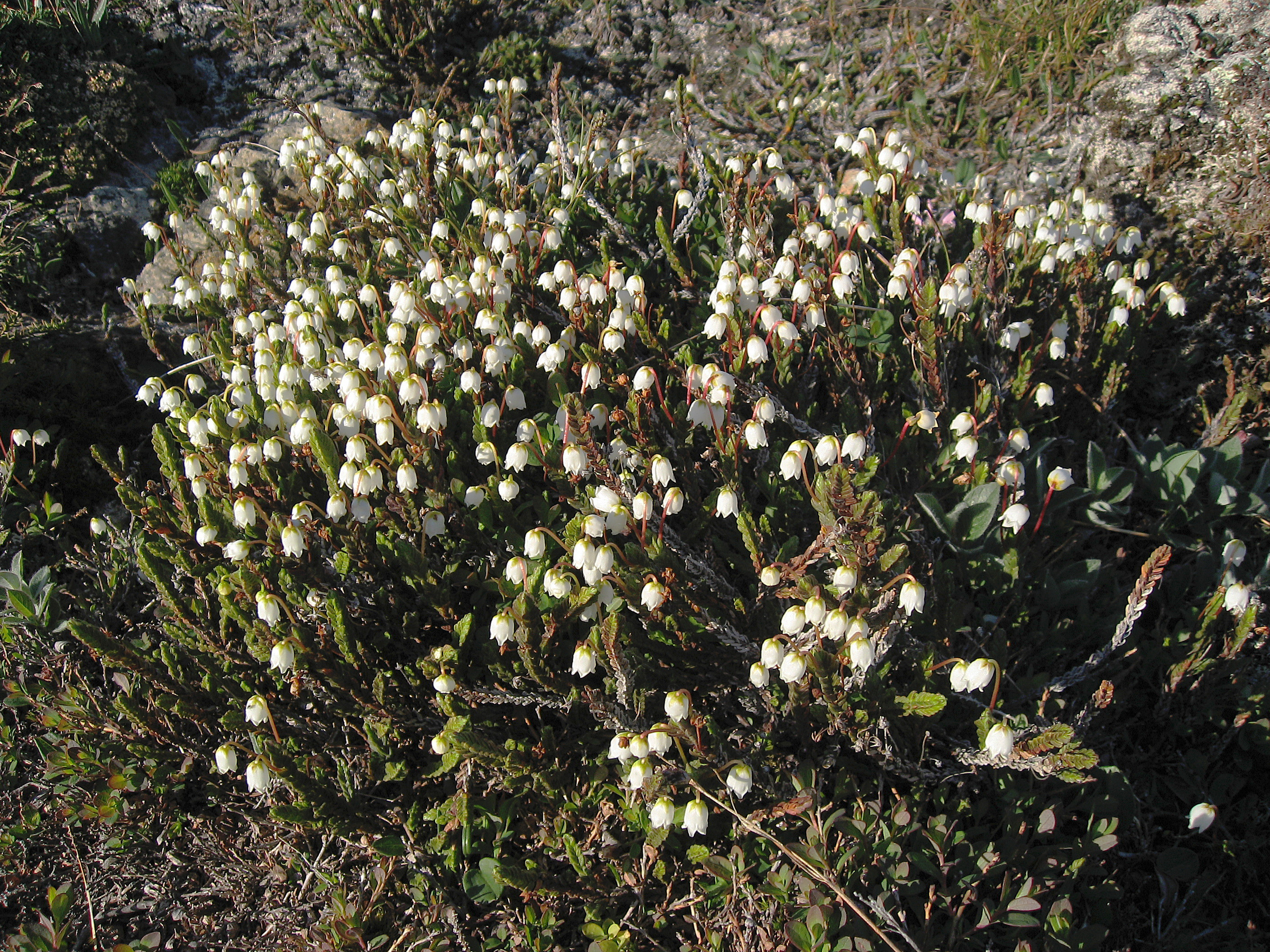
Kantljung.

Det finns en rad berg med betydlig botanisk artrikedom. Ovanliga arter innefattar kantljung, fjällsippa och lapsk alpros. Många av växterna finns annars bara längre norrut eller i andra världsdelar. Andra ovanliga arter är grönlandsstarr, tromsvallmo, raggdraba, svartbinka och fjällfibbla, som alla har sin sydgräns i nationalparken samt fjällklocka, lappkattfot, brandspira och fjällspira.
Flera i Norge mycket ovanliga fågelarter som jaktfalk, kungsörn, smålom, storlom och alfågel häckar i parken.
Djurlivet är rikt tack vare en rika växtvariationen. Järv och lo är bofasta och björn kan påträffas. Hela året släpps ren på bete i nationalparken.
Det förekommer även ovanliga dagfjärilsarter som högnordisk blåvinge och högnordisk höfjäril.
Bland fiskarterna finns ett av de bästa bestånden av röding och öring i denna del av Nordland.

## Kulturminnen
Junkerdals nationalpark är först och främst samernas kultur- och naturområde. Renskötsel har förekommit sedan 1500- eller 1600-talet, men det har jagats ända sedan istiden. Det finns spår av samiska tältboplatser, grunder från kåtor, fångstanläggningar och eldstäder. Vid skogsgränsen finns även grunder från fasta samiska gårdar. Samerna driver än idag renskötsel här.
Det finns också spår av utmarksslåtter, fiske, djurfångst, avverkning och provborrning för mineralförekomster.